# NK Trešnjevka Zagreb
El NK Trešnjevka  es un equipo de fútbol de Croacia que juega en la 3. HNL, la cuarta liga de fútbol más importante del país.

## Historia
Fue fundado en el año 1926 en la capital Zagreb con el nombre Panonija, el cual cambiaron tres años más tarde por el que usan actualmente. Ascendió a la Primera Liga de Yugoslavia por primera vez en 1963, en donde jugó en 3 temporadas un total de 84 partidos sin mucho éxito, donde en 1966 descendieron y no volvieron a jugar en la máxima categoría de Yugoslavia y nunca ha jugado en la Prva HNL desde la independencia de Croacia.
Han jugado a nivel continental en 1 ocasión, en donde fueron eliminados en la Primera Ronda por el CF Os Belenenses de Portugal en la Copa de Ferias de 1964.

## Participación en competiciones de la UEFA y la FIFA
| Temporada | Torneo    | Ronda | País     | Club       | Marcadores |
| --------- | --------- | ----- | -------- | ---------- | ---------- |
| 1963-64   | Fairs Cup | 1     | Portugal | Belenenses | 0-2, 1-2   |